# Cleistopholis patens
Cleistopholis patens är en kirimojaväxtart som först beskrevs av George Bentham, och fick sitt nu gällande namn av Adolf Engler och Friedrich Ludwig Diels. Cleistopholis patens ingår i släktet Cleistopholis, och familjen kirimojaväxter. Inga underarter finns listade i Catalogue of Life.